# Кошелєв Олександр Іванович
Кошелєв Олександр Іванович (15 серпня 1949, село Рождественський, Карасуцький район, Новосибірська область — 15 жовтня 2021, Мелітополь, Запорізька область) — радянський та український зоолог, орнітолог та педагог, доктор біологічних наук, професор.

## Життєпис
Випускник Томського державного університету імені В. В. Куйбишева 1971 року (спеціальність — «біолог, викладач біології та хімії»). У 1971 році почав працювати вчителем біології, хімії та географії у Паничевської школі (Томська область). У 1972 році перейшов до Інституту біології Сибірського відділення Академії наук СРСР (м. Новосибірськ), де працював науковим співробітником до 1980 року. Того ж року переїхав до України, до Одеського державного університету імені І. І. Мечникова, де до 1987 року працював на посаді доцента. Того ж року починає працює свою трудову та наукову діяльність в Мелітопольскому державному педагогічному університеті, де займав посади доцента кафедри загальної біології і охорони природі природно-географічного факультету (1987—1990 рр.), завідувача цієї кафедри (1991—1995 рр.), завідувача кафедр біологічного профілю хіміко-біологічного факультету (1996—2018 рр.), з 2018 року — професор кафедри екологічної безпеки та раціонального природокористування.
Пішов з життя 15 жовтня 2021 року.

## Наукова діяльність
Вивчав проблеми збереження зоорізноманіття, екологічні системи, екологію тварин, поведінку, особливості міграції та питання охорони птахів. Фахівець у галузі авіаційної та гуманітарної орнітології, екологічної освіти, мисливського господарства, охорони природи, біорізноманіття, заповідної справи.
У 1980 році здобув ступінь кандидата біологічних наук, захистивши в спеціалізованій вченій раді Біологічного інституту СВ АН СРСР дисертацію на тему «Екологія лиски Fulica atra L. Західного Сибіру» за спеціальністю 03.00.08 — зоологія. У 1991 році отримав докторський ступінь, захистивши в спеціалізованій вченій раді Інституту зоології імені І. І. Шмальгаузена АН УССР дисертацію на тему «Структурні та функціональні особливості гніздових угруповань водоплавних птахів» за спеціальністю 03.00.08 — зоологія.

## Освітня діяльність
В Мелітопольському державному педуніверситеті викладав дисципліни: «Зоологія», «Еволюційне вчення», «Екологія», «Біорізноманіття та методи його оцінки», «Біорізноманіття наземних та водних екосистем», «Популяційна біологія», «Орнітологія», «Функціональна зоологія», «Криптозоологія», «Етологія», «Заповідна справа», «Управління національними парками».

## Відзнаки
- Почесна грамота Міністерства народної освіти Української РСР (1990)
- Почесна грамота МОН України (1992)
- Нагрудний знак «Відмінник освіти України» (11.09.1998)
- Нагрудний знак «Василь Сухомлинський» (24.02.2006)
- Грамота Верховної Ради України (12.11.2008)

## Публікації
Автор понад 500 наукових і науково-популярних праць. Серед них:
- Кошелев А. И. Птицы степных озер. — Барнаул: Алтайск. кн. изд-во, 1983. — 127 c.
- Кошелев А. И. Лысуха в Западной Сибири. — Новосибирск: Наука, 1984. — 176 с.
- Хроков В. В., Кошелев А. И. Совы. — Алма-Ата: Кайнар, 1985. — 168 с.
- Курочкин Е. Н., Кошелев А. И. Семейство пастушковых // Птицы СССР /курообразные — журавлеобразные/. — Л.: Наука, 1987. — C. 335—464.
- Kurotschkin E.N., Koschelev A.I. Familie Rallidae // Handbuch der Vogel der Sowjetunion. Bd.4. Galliformes-Gruiformes. — Wittenberg Lutherstadt: A. Ziensen Verlag, 1989. — S. 258—362.
- Кошелев А. И., Корзюков А. И., Валяев Н. А., Жмуд М. Е. Лысуха в Дунай-Днестровском междуречье // Орнитология. — М.: МГУ, 1990. — Вып. 24. — С. 51-67.
- Кошелев А. И. Род совки Otus (сплюшка, уссурийская, буланая и ошейниковая совки) // Птицы России и сопредельных регионов: Рябкообразные, голубеобразные, кукушкообразные, совообразные. — М.: Наука, 1993. — C. 325—364.
- Кошелев А. И. Род горлицы Streptopelia (кольчатая, короткохвостая, большая) // Птицы России и сопредельных регионов: Рябкообразные, голубеобразные, кукушкообразные, совообразные. — М.: Наука, 1993. — C. 118—130. — C. 149—162.
- Koshelev A.I. Baillon's Crace Porzana pusilla // Birds in Europe: Their Conservation Status (Tucker G.M., Heath M.F.), 1994. — Cambridge, UK: Bird Life International (B.L. Conservations, Series N3, 600 pp.). — P. 226—227.
- Кошелев О.I. Національний план дій зі збереження баклана малого (Ph. pigmaeus) в Украіні // Національні плани дій зі збереженням глобально вразливих видів птахів. Київ: Софт АРТ, 2000. — С. 44-54.
- Черничко И. И., Сиохин В. Д., Кошелев А. И., Дядичева Е. В., Кирикова Т. А. Молочный лиман // Численность и размещение гнездящихся околоводных в водно-болотных угодьях Азово-Черноморского побережья Украины. — Мелитополь-Киев: Бранта, 2000. — с. 339—372.
- Кошелев А. И., Кошелев В. А., Николенко А. Н., Пересадько Л. В. Птицы нашего города. — Мелитополь, 2006. — 200 с.
- Кошелев А. И., Кошелев В. А., Николенко А. Н. Заповедное Приазовье. — Мелитополь: Люкс, 2010. — 156 с.
- АИ Кошелев, ВА Кошелев, ЮВ Кармышев, ТИ Матрухан Современное состояние и пути обогащения зоокомплексов наземных позвоночных на территории агробиологического комплекса Мелитопольского государственного педагогического университетаі.—  Scientific horizons–2015. Ecology: materials of the XI International scientific and practical conference 31-34
- Юрій Кармишев, ОІ Кошелев, Ярослав Волощук, ЛЛ Ордян. Шляхи збереження амфібій і рептилій у місті Мелітополі. Екологія–філософія існування людства: зб. наук. праць стр. 82-88.—ТОВ" Колор Принт", Мелітополь 2019